# Висоцький Борис Ігорович
Борис Ігорович Висоцький (нар. 5 грудня 1939, Київ, УРСР) — радянський український футболіст, універсал.

## Життєпис
Вихованець київського «Дзержинця». У 1956 році грав за дубль «Динамо» (Київ), а потім за армійські команди класу «Б» Києва і Львова. У 1962 році повернувся до київського «Динамо». У Класі «А» дебютував 5 липня 1962 року в переможному (8:1) домашньому поєдинку 11-го туру Попереднього етапу підгрупи 1 проти єреванського «Арарату». Борис вийшов на поле в стартовому складі та відіграв увесь матч. У складі «динамівців» зіграв 3 матчі в Класі «А» (30 матчів, 1 гол у першості дублерів) та 1 поєдинок у кубку СРСР. У 1963 році провів 28 матчів у чемпіонаті за «Динамо» (Ленінград), у 1964-1965 роках — 70 матчів, 6 голів у другій групі класу «А». Надалі виступав виступав за команди нижчих ліг СКА Київ (1966), «Прометей» Дніпродзержинськ (1967), «Авангард» Тернопіль (1967), «Політвідділ» Ташкентська область (1968), «Прогрес» Бердичів (1969), «Нафтовик» Дрогобич (1969-1970), «Уралан» Еліста (1971-1972). В середині 1970-х грав за клуб КФК «Більшовик» Київ. Подальша доля невідома.